# 錫林斯格羅夫 (賓夕法尼亞州)
錫林斯格羅夫（英語：Selinsgrove）是美国宾夕法尼亚州斯奈德縣面積最大的行政區。其總面積為1.90平方英里（4.92平方公里）。海拔為444英尺（135公尺）。根據2020年美國人口普查的數據顯示，錫林斯格羅夫的人口為5,761人。